# Moussa Mara
Moussa Mara (ur. 5 marca 1975 w Bamako) – malijski polityk, od 9 kwietnia 2014 do 9 stycznia 2015 premier Mali.
Urodził się w Bamako. Był politykiem niezależnym, piastujący funkcję ministra urbanizacji w rządzie Oumara Tatama Ly. Brał udział w wyborach prezydenckich z 28 lipca 2013, jednak odpadł w I turze głosowania, uzyskując 1,5% poparcia. Po ustąpieniu premiera Ly, 9 kwietnia 2014 został zaprzysiężony na jego następcę. Dwa dni później przedstawił skład swojego gabinetu. Podał się do dymisji 8 stycznia 2015 roku, dzień później na stanowisku premiera zastąpił go Modibo Keïta.